# Acido metansolfonico
L'acido metansolfonico è un liquido incolore che ha formula chimica CH3SO3H. È il più semplice degli acidi alchilsolfonici. I sali e gli esteri dell'acido metansolfonico sono noti come mesilati. L'acido metansolfonico è comunemente usato come catalizzatore acido nelle reazioni di chimica organica grazie alla sua peculiare non volatilità, al fatto che sia comunque un acido forte solubile nei solventi organici. L'acido metansolfonico è anche largamente usato a livello industriale in quanto liquido a temperatura ambiente e quindi di facile impiego, mentre il simile acido p-toluensolfonico (PTSA) essendo solido, è meno impiegato. Ad ogni modo su scala di laboratorio e per talune applicazioni si trova più conveniente usare il PTSA.
L'acido metansolfonico può essere considerato come intermedio tra l'acido solforico (H2SO4), ed il metilsulfonilmetano ((CH3)2SO2), rimpiazzando un gruppo -OH con un -CH3 ad ogni step. 
L'acido metansolfonico viene anche usato nella preparazione dei borani (BH3). Facendolo reagire con il NaBH4 all'interno di un solvente aprotico (per esempio il THF oppure DMS, si forma il complesso BH3.